# Berceni (Bucarest)
Berceni è un quartiere situato nel Settore 4 della città rumena di Bucarest.
Si trova nella zona sud della città, inserita all'interno della:
- Șoseaua Olteniţei (nord ed est);
- Șoseaua Giurgiului (ovest);
- Străzile  Turnu Măgurele e Luica (sud).

## Storia
Berceni era un quartiere operaio, contenente principalmente blocchi di appartamenti da 1 a 4 camere da letto, costruito a partire dai primi anni 1965 principalmente per i lavoratori della fabbrica IMGB. Ha una popolazione stabile di circa 110.000 abitanti.

## Trasporti
- Metropolitana: Linea M2 (stazioni Piața Sudului, Apărătorii Patriei e Constantin Brâncoveanu)